# 賀川義之
賀川 義之（かがわ よしゆき）は、日本の薬剤師、薬学者（臨床薬剤学・臨床薬物動態学）。学位は、博士（医学）（三重大学・1995年）。静岡県立大学薬学部学部長・大学院薬学研究院教授。

## 来歴

### 生い立ち
静岡薬科大学に入学し、薬学部の製薬学科に在籍し、薬学を学んだ。卒業すると、そのまま静岡薬科大学の大学院に進んだ。薬学研究科にて研究を進め、修士課程を修了した。静岡薬科大学からは薬学士の称号と薬学修士の学位を取得したが、のちに三重大学より博士（医学）の学位を取得している。博士論文の題は「Equimolar Comparison of Oral Administration of UFT(Mixed Compound of Tegafur and Uracil),5-fluorouracil,Carmofur and 5′-deoxyfluorouridine on Inhibition of Thymidylate Synthase and Cell Kinetics in L1210 Ascites Tumor(腹水系L1210白血病細胞のチミジル酸合成酵素及び細胞周期に対する経口フッ化ピリミジン系抗腫瘍剤UFT(テガフ-ルとウラシルの合剤)、5-フルオロウラシル、カルモフ-ル及び5′デオキシフルオロウリジンの等モル用量での効力比較)」。

### 薬学者として
国立大学の一つである三重大学に文部技官として採用され、1985年より医学部附属病院に勤務した。1995年には、三重大学医学部附属病院の薬剤主任に昇任した。さらに、翌年には、三重大学医学部附属病院の薬剤部の副部長に就任した。2005年に静岡県立大学に転じ、薬学部の教授に就任した。また、静岡県立大学の大学院にて、薬学研究科の教授も兼務した。なお、静岡県立大学は、賀川の母校である静岡薬科大学と、静岡女子大学、および、静岡女子短期大学が統合されて生まれた大学である。2012年、静岡県立大学の大学院にて、薬学研究科と生活健康科学研究科が統合され2研究院1学府に再編されたことにともない、新設された薬学研究院の教授を兼務することになった。2015年、野口博司の後任として、静岡県立大学の薬学部にて学部長に就任した。

## 研究
研究分野は薬学であり、特に臨床薬剤学と臨床薬物動態学を専門としている。黄色ブドウ球菌の中でもメチシリンに対する薬剤耐性を持つメチシリン耐性黄色ブドウ球菌（MRSA）を対象とする研究を行っており、抗メチシリン耐性黄色ブドウ球菌薬（抗MRSA薬）の動態について調査している。また、免疫抑制剤についても研究を行っており、体内での動態について調査を進めている。また、癌性疼痛に対し用いられるフェンタニルパッチについて、体内でのフェンタニル残存量やその動態についての研究が評価され、日本医療薬学会の年会にて優秀発表賞を共同受賞している。

## 職歴
- 1985年 - 三重大学医学部附属病院文部技官。
- 1995年 - 三重大学医学部附属病院薬剤主任。
- 1996年 - 三重大学医学部附属病院薬剤部副部長。
- 2005年 - 静岡県立大学薬学部教授。
- 2005年 - 静岡県立大学大学院薬学研究科教授。
- 2012年 - 静岡県立大学大学院薬学研究院教授。
- 2015年 - 静岡県立大学薬学部学部長。

## 賞歴
- 2007年 - 日本医療薬学会年会優秀発表賞。
- 2007年 - 日本臨床薬理学会優秀演題賞。
- 2009年 - CPCFリサーチグラント。

## 著作
- 水谷秀樹・上田里美・賀川義之ほか「シクロスポリンA水性点眼液の製剤学的検討と臨床適用」『医療薬学』31巻7号、日本医療薬学会、2005年7月10日。
- 岡本明大・岩本卓也・伊井裕一郎ほか「Churg‐Strauss症候群の末梢神経痛に対してバルプロ酸ナトリウムが著効した症例」『医療薬学』31巻10号、日本医療薬学会、2005年10月10日。
- Go Okamoto, et al., "Serum cystatin C as a better marker of vancomycin clearance than serum creatinine in elderly patients", Clinical Biochemistry, Vol.40, No.7, Canadian Society of Clinical Chemists, April, 2007, pp.485-490.
- Uchida S, et al., "Brain neurotransmitter receptor-binding characteristics in rats after oral administration of haloperidol, risperidone and olanzapine", Life Sciences, Vol.80, No.17, Elsevier, April 3, 2007, pp.1635-1640.
- Shizuo Yamada, et al., "Prediction of α1-adrenoceptor occupancy in the human prostate from plasma concentrations of silodosin, tamsulosin and terazosin to treat urinary obstruction in benign prostatic hyperplasia", Biological & pharmaceutical bulletin, Vol.30, No.7, Pharmaceutical Society of Japan, July 1, 2007, pp.1237-1241.
- Kagawa Y, et al., "Combined Antitumor Effect of Cyclophosphamide and Bromodeoxyuridine in BDF1 Mice Bearing L1210 Ascites Tumors", Biological & pharmaceutical bulletin, Vol.31, No.1, Pharmaceutical Society of Japan, January 1, 2008, p.57-61.
- Mino Y, et al., "Simultaneous determination of mycophenolic acid and its glucuronides in human plasma using isocratic ion pair high-performance, liquid chromatography", Journal of Pharmaceutical and Biomedical Analysis, Vol.46, No.3, Elsevier, February 13, 2008, pp.603-608.

## 関連人物
- 大澤隆志
- 前田利男 (薬学者)
- 宮嵜靖則
- 山田静雄